# Bjurvalla
Bjurvalla är en by i Östervåla socken i Heby kommun.
Förleden i bynamnet är de flesta forskare överens om att det syftar på ett äldre namn för bäver. Efterleden är dock osäker, möjligen kommer det från ett -vala och syftar som socken namnet på "våle" (vindfälle, rishög). Manne Eriksson tänkte sig med denna tolkning att det kunde syfta på bäverhyddor i Bjurvallabäcken. Jöran Sahlgren trodde i stället att namnet ursprungligen lytt "bjurhale" eller bäversvans. Flera av de äldsta beläggen saknar v:et.  
Byn har troligen fått bofast befolkning på 1300-talet, den saknas markgäldsförteckningen 1312 men 1348 tilldöms en Per i Bjurvalla full andel i sina nyodlingar i proportion till sin andel i byn Bjruvalla ("Byrallom"). Under 1500-talet bestod byn av fem mantal skatte och ett mantal tillhörigt Sko kloster. Skoklosterhemmanet hade donerats till klostret 1448. Mantalslängden 1691 upptar femton bondehushåll i Bjurvalla. Dessutom låg kaptensbostället för Salbergs kompani av Västmanlands regemente och soldattorpet för soldaten Bjur här. Byn hade tidigare en skvaltkvarn i Bjurvallabäcken.
Bland torp på byns ägor märks Bjurskog, Grattbacken, Kuggebo, Kullen och Österskog.